# لوئیک فلیخن
لوئیک فلیخن (انگلیسی: Loïc Vliegen؛ زادهٔ ۲۰ دسامبر ۱۹۹۳ ‏(۳۱ سال)) دوچرخه‌سوار اهل بلژیک است.
از باشگاه‌هایی که در آن بازی کرده‌است می‌توان به تیم بی‌ام‌سی، و تیم بی‌ام‌سی، اشاره کرد.